# 霍斯金斯機場
霍斯金斯機場（英語：Hoskins Airport)是一個位於巴布亞新畿內亞新不列顛霍斯金斯之民用機場。機場主要為新不列顛省首府金貝的人口提供服務。帕哥火山距離機場16公里。
在2015年12月，霍斯金斯機場進行了大翻修，以提高服務質素，活化當地經濟。大翻修包括擴建機場、改善行人路、建築圍欄、安裝環保污水處理系統、太陽能街燈，及在機場內建設市集，供本地居民售賣工藝品。

## 航空公司及目的地
| 航空公司           | 目的地                 |
| ------------------ | ---------------------- |
| 紐吉尼航空         | 萊城、傑克遜斯、拉包爾 |
| 巴布亞新幾內亞航空 | 萊城、拉包爾           |
| Travel Air航空     | 萊城、傑克遜斯、拉包爾 |